# Pavona (geslacht)
Pavona is een geslacht van koralen uit de klasse van de Anthozoa (bloemdieren).

## Soorten
- Pavona bipartita Nemenzo, 1980
- Pavona cactus (Forskål, 1775)
- Pavona chiriquiensis Glynn, Mate & Stemann, 2001
- Pavona clavus (Dana, 1846)
- Pavona clivosa Verrill
- Pavona danai Milne Edwards, 1860
- Pavona decussata (Dana, 1846)
- Pavona diffluens (Lamarck, 1816)
- Pavona dilatata Nemenzo & Montecillo, 1985
- Pavona diminuta Veron, 1990
- Pavona divaricata Lamarck, 1816
- Pavona duerdeni Scheer & Pillai, 1974
- Pavona explanulata (Lamarck, 1816)
- Pavona frondifera (Lamarck, 1816)
- Pavona gigantea Verrill, 1869
- Pavona maldivensis (Gardiner, 1905)
- Pavona minor Brüggemann
- Pavona minuta Wells, 1954
- Pavona varians Verrill, 1864
- Pavona venosa (Ehrenberg, 1834)
- Pavona xarifae Scheer & Pillai, 1974